# Рой (Монтана)
Рой (англ. Roy) — переписна місцевість (CDP) в США, в окрузі Фергус штату Монтана. Населення — 96 осіб (2020).

## Географія
Рой розташований за координатами 47°20′3″ пн. ш. 108°57′36″ зх. д. / 47.33417° пн. ш. 108.96000° зх. д. (47.334299, -108.959994). За даними Бюро перепису населення США в 2010 році переписна місцевість мала площу 8,82 км², уся площа — суходіл.

### Клімат
| Клімат : Рой            | Клімат : Рой | Клімат : Рой | Клімат : Рой | Клімат : Рой | Клімат : Рой | Клімат : Рой | Клімат : Рой | Клімат : Рой | Клімат : Рой | Клімат : Рой | Клімат : Рой | Клімат : Рой | Клімат : Рой |
| Показник                | Січ.         | Лют.         | Бер.         | Квіт.        | Трав.        | Черв.        | Лип.         | Серп.        | Вер.         | Жовт.        | Лист.        | Груд.        | Рік          |
| Абсолютний максимум, °C | 20,6         | 22,2         | 25,6         | 32,2         | 35,6         | 39,4         | 40,6         | 41,7         | 39,4         | 33,3         | 25,6         | 20,6         | 41,7         |
| Середній максимум, °C   | −0,2         | 3,2          | 8,1          | 14,2         | 19,7         | 24,9         | 29,2         | 29,2         | 22,7         | 16,2         | 6,5          | 1,3          | 14,6         |
| Середній мінімум, °C    | −13,5        | −10,5        | −5,6         | −0,6         | 4,6          | 9,1          | 11,7         | 11,1         | 5,6          | 0,1          | −6,9         | −12          | −0,6         |
| Абсолютний мінімум, °C  | −40,6        | −39,4        | −36,1        | −20,6        | −12,2        | −1,7         | 2,2          | −1,1         | −8,9         | −23,9        | −33,9        | −40,6        | −40,6        |
| Норма опадів, мм        | 13           | 8            | 21           | 29           | 69           | 58           | 50           | 39           | 31           | 19           | 11           | 13           | 361          |
| Днів з опадами          | 4,7          | 3,6          | 6,1          | 6,2          | 9,9          | 9,9          | 7,3          | 6,8          | 6,1          | 4,4          | 4,4          | 4,7          | 74,1         |
| Днів зі снігом          | 3,9          | 2,6          | 3,5          | 1,4          | 0,4          | 0,0          | 0,0          | 0,0          | 0,1          | 0,7          | 2,7          | 3,7          | 19,0         |
| ----------------------- | ------------ | ------------ | ------------ | ------------ | ------------ | ------------ | ------------ | ------------ | ------------ | ------------ | ------------ | ------------ | ------------ |
| Джерело: NOAA           |              |              |              |              |              |              |              |              |              |              |              |              |              |

## Демографія
Згідно з переписом 2010 року, у переписній місцевості мешкало 108 осіб у 50 домогосподарствах у складі 34 родин. Густота населення становила 12 особи/км². Було 57 помешкань (6/км²).
Расовий склад населення:
| - 99,1 % — білих - 0,9 % — корінних американців |

До двох чи більше рас належало 0,0 %. Частка іспаномовних становила 0,0 % від усіх жителів.
За віковим діапазоном населення розподілялося таким чином: 18,5 % — особи молодші 18 років, 52,8 % — особи у віці 18—64 років, 28,7 % — особи у віці 65 років та старші. Медіана віку мешканця становила 50,3 року. На 100 осіб жіночої статі у переписній місцевості припадало 116,0 чоловіків; на 100 жінок у віці від 18 років та старших — 120,0 чоловіків також старших 18 років.
Середній дохід на одне домашнє господарство становив 59 553 долари США (медіана — 70 379), а середній дохід на одну сім'ю — 73 988 доларів (медіана — 61 250). За межею бідності перебувало 12,9 % осіб, у тому числі 25,0 % дітей у віці до 18 років та 28,6 % осіб у віці 65 років та старших.
Цивільне працевлаштоване населення становило 99 осіб. Основні галузі зайнятості: роздрібна торгівля — 46,5 %, освіта, охорона здоров'я та соціальна допомога — 16,2 %, сільське господарство, лісництво, риболовля — 13,1 %, транспорт — 12,1 %.